# Roman Statkowski
Roman Adam Statkowski (ur. 24 grudnia 1859 w Szczypiornie, zm. 12 listopada 1925 w Warszawie) – polski kompozytor i pedagog muzyczny, profesor Konserwatorium Warszawskiego.

## Życiorys
Roman Statkowski pochodził z ziemi kaliskiej. Od 18 roku życia poznawał teoretyczną stronę muzyki. Uczył się w Warszawie pod kierunkiem Władysława Żeleńskiego, po wyjeździe którego do Krakowa (1881), podjął studia prawnicze na Uniwersytecie Warszawskim. Później kształcił się w konserwatorium muzycznym w rosyjskim Petersburgu pod kierunkiem Nikołaja Sołowjowa.
Pierwsze utwory jego autorstwa publikowano w 1884, następne w 1893. Komponował opery Filenis, Maria (do libretta opartego na poemacie Maria Antoniego Malczewskiego), pieśni, dzieła symfoniczne, utwory skrzypcowe i fortepianowe. 
Opera Filenis została wystawiona w Warszawie po 7 latach od powstania, dopiero gdy została wyróżniona nagrodą na międzynarodowym konkursie w Londynie w lipcu 1903. 
Opera Maria powstała w wyniku konkursu kompozytorskiego, ogłoszonego przez Zarząd Filharmonii Warszawskiej w 1903 roku z inicjatywy Konstantego Wołodkowicza. W jury miały zasiąść prominentne osobistości życia muzycznego: Leopold von Kronenberg, Emil Młynarski, Władysław Żeleński, Zygmunt Noskowski oraz Antonín Dvořák. Nagroda główna przewidywała przyznanie kwoty 5000 rubli oraz wydanie wyciągu fortepianowego dzieła. Jury obradujące wyłącznie w polskim składzie (po śmierci Dvořáka 1 maja 1904 roku) jednogłośnie postanowiło przyznać nagrodę Romanowi Statkowskiemu. Prapremiera dzieła odbyła się 1 marca 1906 roku w Teatrze Wielkim w Warszawie, a kolejne inscenizacje przedwojenne – w Poznaniu w 1919, 1924 i 1936 roku.
Od 1890 kompozytor zamieszkiwał w Kijowie, na wsi na Wołyniu, Berlinie, Moskwie, Petersburgu. Od około 1905 był profesorem historii muzyki oraz instrumentacji w Instytucie Muzycznym w Warszawie.
Jego uczniami byli Wiktor Jung, jeden z najwybitniejszych kompozytorów muzyki filmowej oraz Bolesław Szabelski, twórca śląskiej szkoły kompozytorów.
Został pochowany na cmentarzu Powązkowskim w Warszawie (klin-5-5).
Opery:
- Filenis. w 3 aktach, libretto kompozytora według dramatu Hermana Erlera (1898)
- Maria, w 3 aktach, libretto kompozytora według poematu Antoniego Malczewskiego (1903-04)